# Partido Uri
El Partido Yeollin Uri (co: 열린우리당, es: "Nuestro Partido Abierto"), generalmente abreviado como Partido Uri (co: 우리당, es: "Nuestro Partido"), fue el partido brevemente gobernante en Corea del Sur (2004-2007), con una ideología política de centro. Chung Sye-kyun fue el último líder del partido y ejerció dos veces como su presidente.

## Resultados electorales

### Elecciones legislativas
| Elecciones | Asientos totales ganados | Votos totales | Porcentaje de votos | Resultado de las elecciones      | Líder en las elecciones |
| ---------- | ------------------------ | ------------- | ------------------- | -------------------------------- | ----------------------- |
| 2004       | 152/299                  | 8,145,824     | 38.3%               | 102 asientos; Partido gobernante | Chung Dong-young        |